# Linda McMahon
Linda Marie McMahon (New Bern, 4 de octubre de 1948), nacida como Linda Marie Edwards, es una magnate de lucha libre profesional y política estadounidense. Es la secretaria de Educación de los Estados Unidos desde el 3 de marzo de 2025 bajo la segunda presidencia de Donald Trump.
Ella es conocida por su carrera en el desarrollo de la WWE junto a su esposo Vince McMahon, desde 1980 hasta 2009, y la construcción de una pequeña compañía regional a una pública, con miles de millones de dólares multinacionales. Como presidente y luego director ejecutivo de la compañía, participó en la comercialización de productos, negocios de la empresa, y haber firmado muchos contratos de luchadores.

## Biografía
McMahon nació como Linda Marie Edwards con Henry y Evelyn Edwards en New Bern, Carolina del Norte. Ella era hija única y creció como una "deportista", jugando al baloncesto y al béisbol. Sus padres fueron empleados de Marine Corps Air Station Cherry Point, una base militar. Se crio en una familia tradicional, conservadora y católica, asistiendo a misa regularmente. Durante una Misa, Edwards, a la edad de 13 años, pasó a conocerse con Vince McMahon, de entonces 16 años. Su madre trabajaba en el mismo edificio que la madre de McMahon, a pesar de que no se habían conocido.
La Madre de Vince se convirtió en buena amiga de la familia Edwards, y Vince, que vivió con varios padrastros abusivos, disfrutó de la sensación de estabilidad que se sentía en casa. Edwards y McMahon han estado juntos por años desde la escuela secundaria. Ella asistió a la Havelock High School y Vince asistieron cerca, en la Fishburne Military School. Durante este tiempo, Vince era un "elemento permanente" en su casa, pasando horas con Linda y su familia. Luego asistió a la East Carolina University, estudiando administración de empresas. Edwards era un estudiante de honores en la escuela secundaria y aspiraba a convertirse en pediatra. Poco después de su graduación de la secundaria, Vince le pidió que se casara con él. Se casaron el 26 de agosto de 1966, cuando tenía 17 años. Se matriculó en la East Carolina University en 1966, donde obtuvo un Bachelor of Arts en francés y obtuvo la certificación para enseñar.

## Carrera
En 1969 los McMahon se trasladaron a Gaithersburg, Maryland y Vince comenzó a trabajar como un promotor independiente con la empresa de su padre, el Capitol Wrestling, con sede en Washington D. C., Linda trabajó como recepcionista en la firma de abogados corporativos de Covington & Burling. Tradujo Documentos en francés y se formó como asistente legal en el departamento de sucesiones. Linda aprendió mucho sobre los derechos de propiedad intelectual, encontrándolo útil en su carrera posterior.
Financieramente, la pareja tuvo un pobre desempeño durante varios años, y en 1976, cuando estaba embarazada de Stephanie, Linda y su esposo se declararon en quiebra. También recibió brevemente cupones de alimentos, hasta que su esposo adquirió un trabajo de 90 horas a la semana en una cantera.
En 1979 Vince había decidido iniciar su propia empresa de lucha libre. Él compró el Cape Cod Coliseum en Massachusetts y fundó Titan Sports, Inc. en 1980. Vince y Linda realizaron pequeños partidos de hockey y otros eventos deportivos, además de la lucha libre en el Cape Cod Coliseum. En un momento dado, Linda preparó sándwiches de albóndigas cocidas para alimentar a los aficionados en estos eventos deportivos. A medida que la compañía creció, Linda asistió a Vince con la administración y utilizó su conocimiento de la ley de propiedad intelectual para ayudar en la protección de las marcas de la compañía. Sin embargo, durante gran parte de estos primeros años, Linda personalmente tenía poco interés en la lucha libre profesional.

### World Wrestling Entertainment

#### Corporativa
Linda y Vince fundaron Titan Sports, Inc. en el año 1980. Muchos de los trabajadores en la compañía se referían a ella como la "copresidente ejecutiva". Linda fue nombrado presidente y director ejecutivo de la compañía en 1993. El crecimiento explosivo de la compañía y la forma en que transformó la industria de la lucha causó que algunos observadores describieran a ella y a Vince como unos "genios de negocios".
Uno de los principales intereses de Linda en la WWE fue la comercialización del producto. Ella negoció muchos de los asuntos de la empresa con proveedores externos, donde se crea la primera línea de figuras de acción de la compañía, los Wrestling Superstars, en 1984. Fue la primera línea de figuras de acción en la industria de la lucha y ayudó a expandir la popularidad de la compañía para los niños. También fue la negociadora principal para tratar la World Wrestling Federation en la TV con Viacom en el 2000.
Durante una entrevista con el diario Detroit News, cuando se le preguntó cómo era ser director general en una "de una industria cargada de testosterona", McMahon respondió: "Es muy divertido. Yo soy hija única, así que crecí como hijo de mi padre e hija de mi madre. Yo era muy deportista. Jugué béisbol, baloncesto, creo que de fondo Vince y yo somos muy compatibles. Realmente tengo una muy buena comprensión de la psiquis masculina, estoy muy a gusto en este tipo de ambiente. Tengo que decir que hay mujeres muy fuertes en esta empresa también. Nuestra división de recursos humanos y la división de bienes de consumo están encabezados por mujeres, siendo todavía un negocio de testosterona, y me gusta".

## Designación en la Administración Trump
El 7 de diciembre de 2016, el presidente electo de Estados Unidos, Donald Trump designó de manera oficial a McMahon para que ocupe la Jefatura de la Administración de Pequeños Negocios ─SBA, por sus siglas en inglés─ durante su mandato.
Su fortuna es de mil millones de dólares en 2016.

## Secretaria de Educación (2025–presente)

### Nombramiento y confirmación

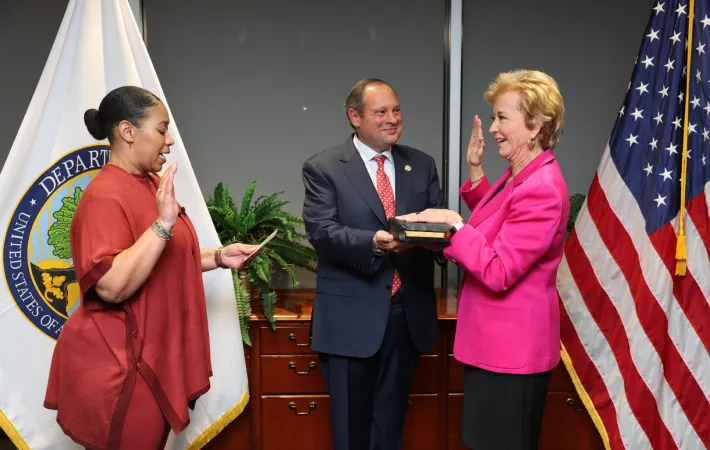
McMahon siendo juramentada por Jacqueline Clay

El 19 de noviembre de 2024, el presidente electo Donald Trump anunció la nominación de McMahon para dirigir el Departamento de Educación de los Estados Unidos durante su segundo mandato.
Durante su proceso de nominación, McMahon expresó su apoyo a la libre elección de escuelas y a las escuelas chárter en los Estados Unidos.
El 20 de enero de 2025, la nominación de McMahon fue recibida en el Senado de los Estados Unidos y remitida al Comité del Senado de los Estados Unidos sobre Salud, Educación, Trabajo y Pensiones (HELP, por sus siglas en inglés). La audiencia de confirmación fue programada para el 13 de febrero de 2025. El comité aprobó su nominación con una votación de 12 a 11 el 20 de febrero. El 3 de marzo de 2025, el Senado confirmó a McMahon como Secretaria de Educación de los Estados Unidos con 51 votos a favor y 45 en contra.

### Gestión
McMahon fue juramentada por Jacqueline Clay como la 13.ª Secretaria de Educación de los Estados Unidos el 3 de marzo de 2025.